# Consejos Departamentales de Desarrollo (Guatemala)
Los Consejos Departamentales de Desarrollo Urbano y Rural (CODEDE) pertenece al Sistema Nacional de Consejos de Desarrollo de Guatemala, el cual es de creación constitucional. Está entidad reúne a varios representantes de los distintos sectores de la población, en donde, se representa la participación de la población en general, es decir, tanto social como económicamente.

## Integración
Los Consejos Departamentales de Desarrollo se integran así:
1. El Gobernador Departamental, quien lo preside y coordina.
2. Los alcaldes municipales del departamento.
3. El jefe de la Oficina departamental de la Secretaria de Planificación y Programación de la Presidencia, quien actúa como secretario.
4. Un representante de cada una de las entidades públicas que designe el Organismo Ejecutivo.
5. Un representante de cada uno de los pueblos indígenas que habiten en el departamento.
6. Un representante de las cooperativas que operen en el departamento.
7. Un representante de las asociaciones de propietarios de micro, pequeñas y medianas empresas que operen en el departamento, de los sectores de la manufactura y los servicios.
8. Un representante de las asociaciones agropecuarias, comerciales, financieras e industriales que operen en el departamento.
9. Dos representantes de las organizaciones campesinas que operen en el departamento.
10. Un representante de las organizaciones de trabajadores que operen en el departamento.
11. Un representante de las organizaciones guatemaltecas no gubernamentales de desarrollo, que operen en el departamento.
12. Una representante de las organizaciones de mujeres que operen en el departamento.
13. Un representante de la Universidad de San Carlos de Guatemala.
14. Un representante de las universidades privadas que operen en el departamento.

Los secretarios generales departamentales de los partidos políticos con representación en el Organismos Legislativo, quienes participarán con voz.

## Funciones
Las funciones de los consejos departamentales de desarrollo son:
1. Apoyar a las municipalidades del departamento en el funcionamiento de los consejos municipales de desarrollo y de los consejos comunitarios de desarrollo y velar por el cumplimiento de sus cometidos.
2. Promover y facilitar la organización y participación efectiva de la población y de sus organizaciones en la priorización de necesidades, problemas y sus soluciones, para el desarrollo integral del departamento.
3. Promover sistemáticamente tanto la descentralización y la desconcentración de la administración pública como la coordinación interinstitucional en el departamento.
4. Formular las políticas, planes, programas y proyectos de desarrollo del departamento, tomando en consideración los planes de desarrollo de los municipios y enviarlos a los consejos nacional y regional de desarrollo urbano y rural para su incorporación en la Política de Desarrollo de la Nación y de la región.
5. Dar seguimiento a la ejecución de las políticas, planes, programas y proyectos de desarrollo del departamento, verificar y evaluar su cumplimiento y, cuando sea oportuno, proponer medidas correctivas o a las entidades responsables.
6. Conocer los montos máximos de preinversión e inversión pública para el departamento, para el año fiscal siguiente, provenientes del proyecto del presupuesto general de la nación, y proponer al Consejo Regional de Desarrollo Urbano y Rural sus recomendaciones o cambios con base en las disponibilidades financieras, las necesidades y problemas económicos, sociales y culturales priorizados por los consejos municipales de desarrollo y las políticas, planes, programas y proyectos de desarrollo vigentes, conforme al Sistema Nacional de Inversión Pública.
7. Proponer al Consejo Regional de Desarrollo Urbano y Rural la distribución del monto máximo de recursos de preinversión e inversión pública, provenientes del proyecto de presupuesto general de la nación para el año fiscal siguiente, entre los municipios, con base en las propuestas de los consejos municipales de desarrollo, presentadas por los alcaldes respectivos.
8. Conocer e informar a los consejos municipales de desarrollo, a través de los alcaldes respectivos, sobre la ejecución presupuestaria de preinversión e inversión pública del año fiscal anterior, financiada con recursos provenientes del presupuesto general de gastos de la nación.
9. Contribuir a la definición y seguimiento de la política fiscal, en el marco de su mandato de formulación de las políticas de desarrollo.
10. Reportar a las autoridades departamentales que corresponda, el desempeño de los funcionarios con responsabilidad sectorial en el departamento.
11. Proponer al Presidente de la República las ternas respectivas de candidatos a los cargos de gobernador titular y gobernador suplente departamental; en esta función sólo tendrán voz y voto los representantes a que se refieren las literales e) a la n) del artículo 9 de esta ley.